# Plethocrossus wilsoni
Plethocrossus wilsoni är en mångfotingart som först beskrevs av Pocock 1896.  Plethocrossus wilsoni ingår i släktet Plethocrossus och familjen Odontopygidae. Inga underarter finns listade i Catalogue of Life.